# 2000年夏季奥林匹克运动会乒乓球比赛
2000年夏季奥林匹克运动会乒乓球項目於9月16日至25日在澳洲悉尼州立體育中心進行，共有來自48個國家和地區的171名運動員參加該項目。中国队包揽該項目的全部4枚金牌，成為最大贏家。

## 獎牌得主
| 項目             | 金牌                 | 银牌                   | 铜牌                   |
| 男子單打（詳細） | 孔令輝（中国）       | 瓦尔德内尔（瑞典）     | 劉國梁（中国）         |
| 女子單打（詳細） | 王楠（中国）         | 李菊（中国）           | 陳靜（中华台北）       |
| 男子雙打（詳細） | 阎森／王励勤（中国） | 劉國梁／孔令輝（中国） | 希拉／盖亭（法国）     |
| 女子雙打（詳細） | 王楠／李菊（中国）   | 杨影／孙晋（中国）     | 金茂校／柳智惠（韩国） |

## 奖牌榜
| 排名 | 国家／地区 | 金牌 | 银牌 | 铜牌 | 總數 |
| ---- | ---------- | ---- | ---- | ---- | ---- |
| 1    | 中国       | 4    | 3    | 1    | 8    |
| 2    | 瑞典       | 0    | 1    | 0    | 1    |
| 3    | 中华台北   | 0    | 0    | 1    | 1    |
| 3    | 法国       | 0    | 0    | 1    | 1    |
| 3    | 韩国       | 0    | 0    | 1    | 1    |
| 總計 | 總計       | 4    | 4    | 4    | 12   |